# Saskatchewan Highway 934
Highway 934 je silnice v kanadské provincii Saskatchewanu. Vede od silnice Highway 912 a má slepé zakončení. Je asi 14 km (9 mil) dlouhá.